# 東阿知和町
東阿知和町（ひがしあちわちょう）は愛知県岡崎市岩津地区の町名。丁番を持たない単独町名であり、13の小字が設置されている。

## 地理
岡崎市の北部に位置する。

### 河川
- 青木川

### 小字
| - 字大入（おおいり） - 字乙カ（おつか） - 字片坂（かたさか） - 字川田（かわだ） - 字神田（かんだ） | - 字北山（きたやま） - 字乗越（のりこえ） - 字東河原（ひがしがわら） - 字前田（まえだ） | - 字松坂（まつざか） - 字宮前（みやまえ） - 字屋下（やした） - 字屋根場（やねば） |

## 世帯数と人口
2019年（令和元年）5月1日現在の世帯数と人口は以下の通りである。
| 町丁       | 世帯数  | 人口  |
| ---------- | ------- | ----- |
| 東阿知和町 | 208世帯 | 552人 |

### 人口の変遷
国勢調査による人口の推移
| 1995年（平成7年）  | 531人 | [ 5 ] |  |
| 2000年（平成12年） | 634人 | [ 6 ] |  |
| 2005年（平成17年） | 541人 | [ 7 ] |  |
| 2010年（平成22年） | 670人 | [ 8 ] |  |
| 2015年（平成27年） | 634人 | [ 9 ] |  |

## 小・中学校の学区
市立小・中学校に通う場合、学区は以下の通りとなる。
| 字・番地等     | 小学校             | 中学校             |
| -------------- | ------------------ | ------------------ |
| 字片坂、字松坂 | 岡崎市立井田小学校 | 岡崎市立葵中学校   |
| その他         | 岡崎市立岩津小学校 | 岡崎市立岩津中学校 |

## 歴史
額田郡東阿知和村を前身とする。
平城宮木簡によると、かつては鴨田郷厚石（あついわ）里と呼ばれていたが、やがて転訛したと考えられ、1226年には「阿智波郷」との記述が確認できる。
町内にある延喜式内社謁播神社の祭神は、物部氏を率いて参河国造を務めた知波夜命であるとされる。
12世紀に、三河国司藤原憲長と滝山寺の間で、帰属が争われたが、熱田神宮大宮司の藤原範忠により、滝山寺領として定められたとされる。
滝山寺の勢力の衰えにより、戦国時代には諸勢力により侵され、やがて松平信光の弟・松平信季が現在の西阿知和町にあった西阿知和城を居城とし阿知和氏を称した。江戸時代になり西阿知和村、東阿知和村となった。

### 遺跡
- 屋根場古墳
- 北山第1号墳
- 北山第2号墳
- 北山第3号墳

## 阿知和地区工業団地の計画

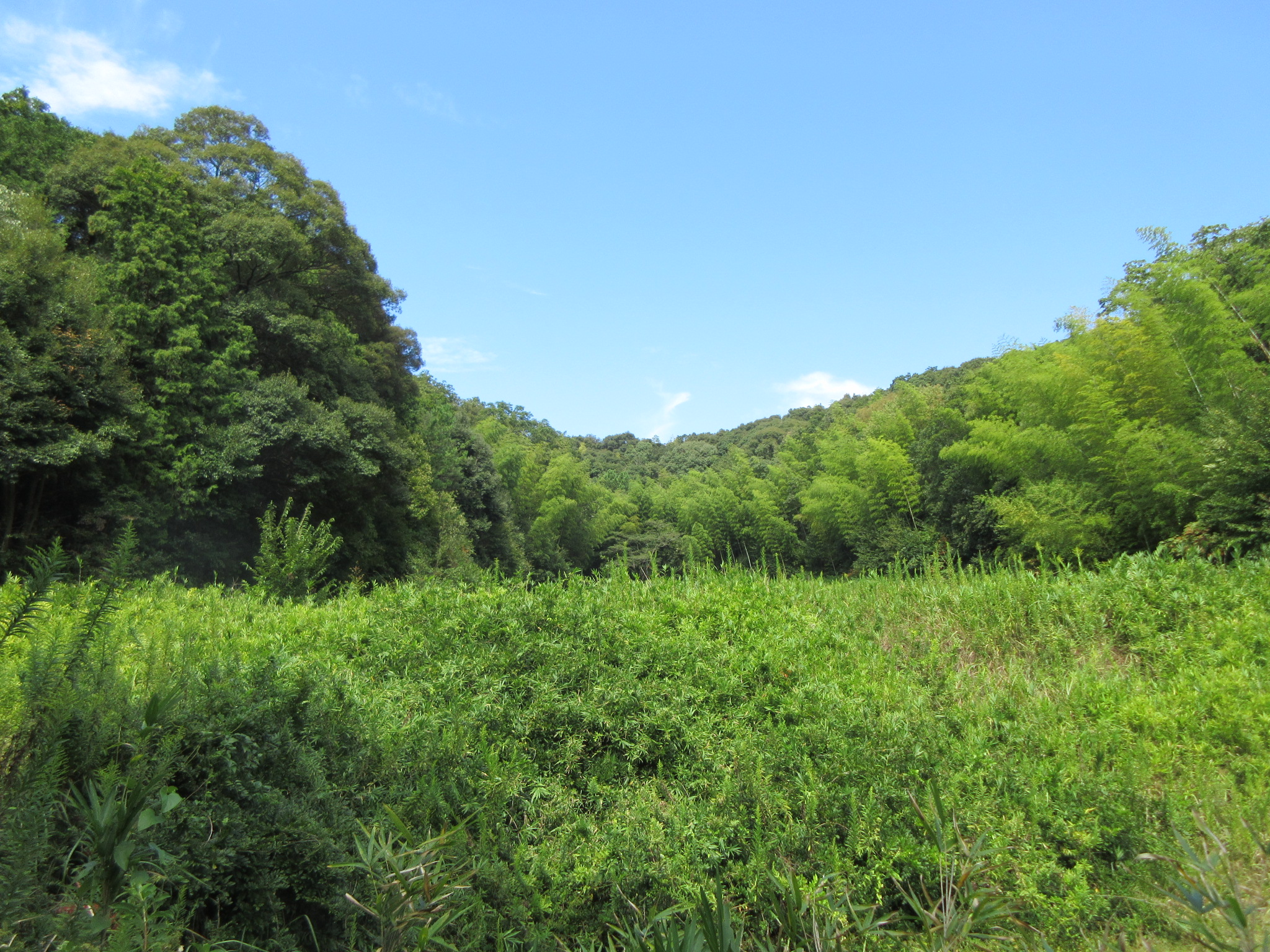
阿知和地区工業団地の建設予定地・工事着手前（2017年9月撮影）

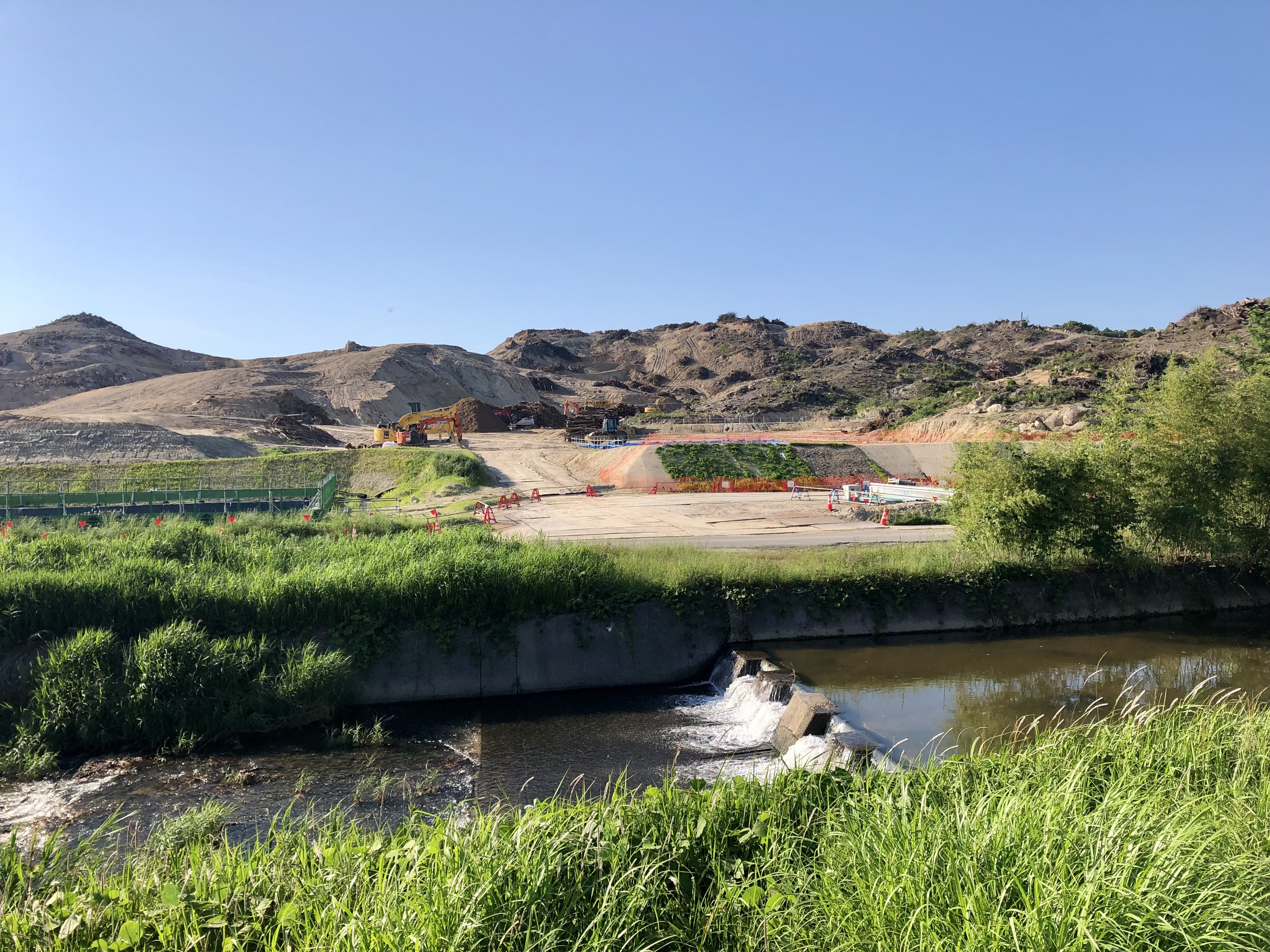
阿知和地区工業団地の建設予定地・工事着手後（2024年5月撮影）

東名高速道路の東側、青木川の北側、岡崎市北部一般廃棄物最終処分場（東阿知和町字大入1-36）の西側の約57ヘクタールのエリアに「阿知和地区工業団地」を建設する計画が進んでいる。住所は東阿知波町字屋根場、同町字大入の一部、西阿知和町字上山ノ田、同町字東簗井場の一部、真福寺町の一部。
2008年（平成20年）7月31日、地元の町内会総代から市に対し計画を是とする内容の要望書が提出され、岡崎市は愛知県企業庁に早期事業採択を求めていた。
2018年（平成30年）11月19日、岡崎市は事業主体を県企業庁から市に移すと発表。県の当初計画では分譲開始が最短で2026年度であったが、市が事業主体になることで2年前倒しすることができると市は説明する。さらに同団地西側の東名高速道路のスマートインターチェンジの設置に向けた調整が容易になるという。
整備地区内には東阿知和町と西阿知和町の2町にまたがって、江戸前期から太平洋戦争終戦後まで使われていた石切り場が見つかっている。2019年度に用地買収、並行して2020年度までの埋蔵文化財の発掘調査を行った後、2021年から造成工事に着手する予定。整備事業費は概算で約171億円。
事業の計画と平行して、「（仮称）岡崎阿知和スマートインターチェンジ」を愛知県道339号長沢東蔵前線と愛知県道335号南大須鴨田線に挟まれた東名高速沿いの土地の南側4分の3ほどの部分に設置することも検討され、2019年（令和元年）9月27日、国土交通省は西阿知和町への設置を正式に許可した。

## 交通
道路
- 東名高速道路
  - 通過するのみである(現在:7月14日(月))
  - 令和8年阿知和スマートインターチェンジが開設予定。
- 都市計画道路井田町線[21]
  - 真福寺道
- 都市計画道路岡崎環状線[21]

## 施設
- 謁播神社
- 松林寺
- おかざき農遊館
- 岡崎市農業支援センター
- 岡崎市北部学校給食センター
- 岡崎市北部一般廃棄物最終処分場
- 東阿知和公民館

## ギャラリー
- ぶどう農園
- 岡崎市北部学校給食センター
- 岡崎市農業支援センター
- 謁播神社

## その他

### 日本郵便
- 郵便番号 : 444-2112[3]（集配局：岩津郵便局[22]）。

## 参考資料
- 「角川日本地名大辞典」編纂委員会 編『角川日本地名大辞典 23 愛知県』角川書店、1989年3月8日。ISBN 4-04-001230-5。
- 有限会社平凡社地方資料センター 編『日本歴史地名体系第23巻 愛知県の地名』平凡社、1981年。ISBN 4-582-49023-9。